# Козлиничі (Камінь-Каширський район)
Козли́ничі — село в Україні, у Маневицькій селищній громаді Камінь-Каширського району Волинської області. Населення становить 453 особи.

## Географія
Селом протікає річка Стир.

## Історія
У 1906 році село Ведмезької волості Луцького повіту Волинської губернії. Відстань від повітового міста 73 верст, від волості 10. Дворів 79, мешканців 545.
19 липня 2020 року, в результаті адміністративно-територіальної реформи та ліквідації  Маневицького району, село увійшло до складу новоутвореного Камінь-Каширського району.

## Населення
Згідно з переписом УРСР 1989 року чисельність наявного населення села становила 570 осіб, з яких 257 чоловіків та 313 жінок.
За переписом населення України 2001 року в селі мешкало 450 осіб. 100 % населення вказало своєю рідною мовою українську мову.